# 노부타촌
노부타촌(일본어: 信田村)은 일본 나가노현 사라시나군에 설치되었던 촌이다. 현재의 나가노시에 해당한다.

## 역사
- 1889년 4월 1일 - 정촌제 시행에 의해 6촌의 구역을 확장해 성립하였다.
- 1956년 6월 1일 - 고후촌과 합병해 신고촌이 성립하여, 동일 노부타촌은 폐지되었다.

## 참고문헌
- 角川日本地名大辞典 20 長野県